# Decisiones (serie de televisión)
Decisiones anteriormente llamada Determinaciones, es una serie de televisión de antología, producida en Colombia, México, Estados Unidos y Puerto Rico, por RTI Televisión para Telemundo, en 2005.
Este formato de una hora consta de historias que tienen un planteamiento, desarrollo y final dentro del mismo programa (es decir, es una serie unitaria), lo cual le permite al espectador disfrutar una historia completamente diferente cada noche. Decisiones tuvo una primera versión a comienzos de los años 1990, que se emitía en horario diurno en Colombia y promocionaba las recién creadas comisarías de familia y dirigida por Aurelio Valcárcel Carroll.
Las sedes de la producción son las ciudades de Miami y Bogotá, realizado en los estudios de Telemundo en Miami. R.T.I. Colombia y Caracol Televisión en Bogotá; aunque se graban episodios en México, Puerto Rico y otros lugares.
En cada programa participan aproximadamente 6 actores, entre los que se destacan primeras figuras que representan los protagonistas y antagonistas de cada historia. Siempre son elencos diferentes y desde su estreno han pasado más de 1000 actores por el programa. Igualmente involucra a un equipo de trabajo conformado por 20 técnicos y es conducido por la argentina Candela Ferro, exfigura principal de Telemundo. En Colombia la presentadora de la serie fue Mabel Kremer.

## Elenco
Por esta serie han pasado, entre otros:
- Jorge Enrique Abello
- Gabriela Spanic
- José Ángel Llamas
- Arap Bethke
- Mauricio Islas
- Ariel López Padilla
- Osvaldo Ríos
- Julián Gil
- María Helena Doering
- Juan Ramón Santos
- Katherine Mercedes
- Gabriela Vergara
- Lorena Rojas
- Adriana Campos
- Natalia Streignard
- Diana Quijano
- Roberto Mateos
- Danna García
- Miguel Varoni
- Mara Croatto
- Pedro Moreno
- Carolina Ramírez
- Mark Tacher
- Carolina Gómez
- Marcela Carvajal
- Jorge Aravena
- Sonya Smith
- Christian Meier
- Diego Bertie
- Rossana Fernández-Maldonado
- Ricardo Abarca
- Marisol Aguirre
- Carmen Villalobos
- Natasha Klauss
- Indhira Serrano
- Margarita Muñoz
- Paola Rey
- Gabriel Valenzuela
- Carina Cruz
- Malillany Marín
- Marcelo Buquet
- Sofía Stamatiades
- Aarón Balderi
- Claudia Caicedo
- David Zepeda
- Juan David Agudelo
- Andrea Lopez
- Alex Rocha
- Héctor Arredondo
- Carolina Gaitán
- Ana Lucía Domínguez
- Maurizio Konde
- Willy Martin
- Marco Zunino
- Paulo Quevedo
- Salvador del Solar
- Carolina Acevedo
- Luis Antonio Marros
- Carmen Aub
- Martín Navarrete Silva
- Harry Geithner
- Martín Karpan
- Carlos de la Mota
- Carolina Tejera
- Aura Cristina Geithner
- Catherine Siachoque
- Carlos Guillermo Haydon
- Jorge Luis Pila
- Ismael La Rosa
- Yul Bürkle
- Michel Brown
- Maritza Rodríguez
- Juan Pablo Gamboa
- Jencarlos Canela
- Andrea Villarreal
- Juan Pablo Shuk
- Ivelin Giro
- Ivonne Montero
- Christian Tappan
- Evelin Santos
- Víctor Cámara
- Ximena Duque
- Luis Gerónimo Abreu

## Realizadores
- Telemundo
- RTI Televisión